# Invocations de Final Fantasy
Pour les articles homonymes, voir Invocation (homonymie).
 (novembre 2014).
Si vous disposez d'ouvrages ou d'articles de référence ou si vous connaissez des sites web de qualité traitant du thème abordé ici, merci de compléter l'article en donnant les références utiles à sa vérifiabilité et en les liant à la section « Notes et références ».
 (mars 2024).

Depuis Final Fantasy III, tous les épisodes du jeu vidéo de rôle Final Fantasy sont munis d'un système d'invocation, qui permet — au moins au combat — d'appeler une créature légendaire afin d'attaquer l'ennemi, ou encore de soigner ou protéger les membres du groupe. Les créatures invoquées sont inspirées librement de différentes mythologies (indienne,grecque, chrétienne…).
Le fonctionnement des invocations varie selon les épisodes de la saga, selon les personnages qui peuvent les utiliser, la façon de les utiliser ou encore leurs évolutions. Dans certains des épisodes de la série, les invocations ont un rôle particulier hors-combat, par exemple dans Final Fantasy V, IX ou X où elles sont intimement liées au destin des « Invokeurs », les seuls humains capables de les appeler. À l'inverse, dans Final Fantasy VIII elles sont indispensables à l'ensemble de la mécanique des combats pour tous les personnages. Malgré ces grandes différences à travers la série, le système d'invocation est l'un des emblèmes de Final Fantasy.

## Historique
Dans plusieurs titres, à savoir Final Fantasy III, Final Fantasy V, Final Fantasy VII, Final Fantasy Tactics et Final Fantasy Tactics Advance, la magie d'invocation n'a presque aucune incidence sur le scénario et le déroulement du jeu, et apparaît seulement au combat, dans les commandes du mage ou du personnage équipé d'une matéria de ce type. Cependant, les invocations ont un rôle-clé dans l'intrigue des autres jeux de la série.
La magie d'invocation joue un grand rôle dans Final Fantasy IV où l'un des principaux personnages, Rydia, est l'unique survivante de la destruction de Myst, un village isolé d'invoqueurs.
Dans Final Fantasy V, bien qu'aucun personnage n'ait nécessairement la capacité d'invoquer, un certain nombre de quêtes annexes se terminent par l'acquisition d'une invocation, généralement après une bataille contre le monstre, constituant un boss.
Dans Final Fantasy VI, les invocations appelées Espers (Chimères dans la version française) jouent un grand rôle dans le déroulement de l'histoire. Ils sont décrits comme des humains ayant été transformés lors des batailles entre dieux. L'un des principaux personnages du jeu, Terra Branford, est la fille d'un Esper et d'une humaine. Par conséquent, Terra dispose de divers pouvoirs magiques et peut se transformer en un être proche de l'Esper. Avec certains exceptions notables, les restes des Espers, les magicites, permettent aux personnages d'apprendre des sorts.
Dans Final Fantasy VIII, les invocations sont appelées 'Guardian Forces (ou G-Forces).

On ignore[Qui ?] leur origine exacte. Sans elles, les capacités d'un combattant sont restreintes (limitées à l'attaque physique, l'usage même d'objets nécessitant une GF), mais en contrepartie d'une « association », les combattants ont accès à une grande diversité de possibilités en combat comme hors combat. Cependant, cette association semble altérer le psychisme des combattants (pouvant notamment provoquer une perte de mémoire). Les plus puissantes G-Forces se sont incarnées dans le monde physique et gardent des lieux cachés ; une autre partie sont détenues par des boss et doivent leur être drainées.  
Dans Final Fantasy IX, les invocations sont appelées Chimères.
Elles jouent un rôle important dans le scénario de cet épisode : la reine Branet di Alexandros souhaite s'emparer des chimères pour étendre son pouvoir. Pour cela, elle n'hésitera pas à les extraire du corps de sa fille adoptive, mettant ainsi en péril la vie de celle-ci. 
La ville où règne cette reine porte le nom d'Alexandrie, dont le principal monument, le palais royal, n'est autre que la chimère Alexandre.
Dans Final Fantasy X, les Chimères et leur utilisation jouent un rôle essentiel dans le fonctionnement de la planète Spira, spécialement en ce qui concerne la religion Yevon, qui contrôle le monde psychologiquement. 
Elles sont les incarnations physiques des Priants, des humains qui se sont sacrifiés pour protéger le monde de Spira en se plongeant dans un sommeil profond, proche de la mort. Ces esprits sont pour la plupart dans des temples, dans une chambre où seul un Invokeur a le droit de pénétrer (il s'agit d'une des règles taboues de Yevon).
Dans Final Fantasy XII, les invocations sont treize créatures appelées "Éons", associées aux signes du zodiaque. Ce sont des êtres à l'apparence et à la forme étranges, conçus par les dieux dans des temps reculés. Jouissant d'une grande force et d'un grand intellect, les Éons connurent rapidement l'ivresse du pouvoir, ce qui finit par les rendre orgueilleux et les poussa à défier leurs propres créateurs. Voyant cela, les dieux furent courroucés et décidèrent de punir leurs créations. Ils enfermèrent les âmes et la chair des éons dans des sceaux, les privant de leur liberté pour l'éternité. Ils sont désormais condamnés à servir celui qui les aura invoqués. Une seule personne de l'équipe peut acheter le permis, donc une seule personne pourra l'invoquer, et ceci est irréversible. De plus, durant l'invocation, seul l'éon et son invocateur restent sur le terrain, et l'éon ne peut pas être contrôlé par le joueur : il n'attaque que grâce à une série de gambits, propre à chaque éon.
Certains de ces éons correspondent aux boss de fin de précédents jeux de la série. Ainsi Chaos (FFI), Mateus (L'Empereur dans FFII, si l'on se réfère à son apparence dans la vidéo de la réédition du jeu), Famfrit (Dark Cloud dans FFIII), et Zéromus (FFIV).
Dans Final Fantasy XIII, les invocations sont nommées Eidolons, et deviennent associées à un personnage de l'équipe sans possibilité de choix. Créatures mi-magiques mi-machines, elles ne peuvent être appelées que par les l'Cie[Quoi ?] comme soutien dans leur Tâche, à condition que le l'Cie[Quoi ?] l'ait vaincu auparavant dans un combat où la vie du l'Cie[Quoi ?] est en jeu, pour lui rappeler sa Tâche. Durant les combats, le l'Cie[Quoi ?] et son Eidolon peuvent entrer en Symbiose et agir en collaboration, l'Eidolon changeant de forme pour que le l'Cie puisse le chevaucher et utiliser sa puissance.
Dans Final Fantasy XV, les invocations sont des Divinités, au nombre de six, et le joueur peut prendre le contrôle de quatre d'entre elles. Elles ne sont pas invocables directement mais apparaîtront d'elles mêmes au cours d'un combat, selon les circonstances (durée du combat, localisation...) pour mettre fin à l'affrontement.
Dans Final Fantasy XVI, les invocations sont appelées Primordiaux, au nombre de huit, chacune associée à un élément (feu, glace, air, terre, eau, foudre, lumière et ténèbres) et liée à un Grand cristal. Les Primordiaux se manifestent à travers un humain, appelé Émissaire, capable d'utiliser leur magie, de créer des monstres élémentaires voire de devenir une incarnation du Primordial ; le joueur devra les affronter avant de s'emparer de leurs pouvoirs. L'histoire du jeu commence alors qu'un deuxième Primordial de feu apparait.

## Invocations récurrentes
Les invocations suivantes sont présentes dans au moins quatre épisodes de la série principale.
- Bahamut[1]. Dans les légendes babyloniennes, Bahamut est un serpent (ou un poisson selon la version) géant monté de Kujata le taureau. Dans Final Fantasy par contre, il est devenu le roi des dragons et est une invocation récurrente très puissante. Généralement, il se traduit par une forte attaque non élémentaire sur tous les ennemis. Bahamut apparait aussi dans un autre jeu (un tactical RPG) que les Final Fantasy mais toujours de Square : Bahamut Lagoon, sorti le 9 février 1996 au Japon et qui n'aura pas connu de portage officiel ailleurs. Bahamut y fait encore office d'invocation en tant que dragon sacré protecteur du royaume de Kana. Son attaque se nomme généralement « Méga éclat », « Fission » ou « Atomnium » selon les versions. Il possède deux évolutions dans FF7 : Néo-Bahamut et Bahamut-Zéro.

- Chocobo[1]. Le Chocobo est une espèce bien connue de la série. Généralement présenté comme monture, il se présente comme un parent très éloigné de l'autruche ou du nandou en tant qu'oiseau géant incapable de voler (à l'exception de Final Fantasy IX et des chocobos noirs de Final Fantasy IV et V qui permettent un déplacement aérien). Il mesure environ 2 m de long et est généralement de couleur jaune. Il occupe une place primordiale dans le Ve opus. C'est en général une invocation de faible niveau, disponible en début de jeu, et à l'animation volontiers comique.

- Odin[1]. Dans bon nombre de Final Fantasy, Odin est une invocation d'une puissance dévastatrice. Capable de trancher les ennemis d'un coup d'épée, ou d'envoyer sa lance à travers le ciel. Dans Final Fantasy VIII, son attaque Zantetsuken élimine tous les monstres non-boss. Seulement ses coups sont hasardeux, ainsi il n'est pas rare qu'il rate ses cibles. Dans la mythologie nordique, il est le souverain des dieux, père de Thor. Il est effectivement possesseur d'une lance, ainsi que d'une épée (du nom de Zantetsuken, littéralement « Épée à lame d'acier ») il monte un cheval à six pattes du nom de Sleipnir. Habituellement sans élément magique associé, il devient élémentaire de foudre dans Final Fantasy XIII. Même si son élément reste neutre, il est associé à la foudre dans Final Fantasy IV. Ceci est dû au fait que dans le monde des éons, il est inscrit qu'Odin est un seigneur invaincu qui n'a perdu qu'une seule fois, quand la foudre a touché son épée et a électrocuté l'armure du guerrier.

- Ramuh[1] est le Dieu de la foudre. A priori, son nom semble découler de Râma, une incarnation du dieu Hindoue Vishnu. L'origine de cette invocation reste peut-être la plus délicate à démêler. Rama, bien que héros légendaire, n'a aucun lien avec la foudre. On pourrait opposer à ce fait que Shiva n'a pas de lien avec la glace non plus normalement. Lors de sa première apparition dans la version japonaise de Final Fantasy IV, il ne s'appelle pas Ramuh mais Indra. Nom bien plus logique puisqu'Indra est le dieu suprême, maître des orages et de la foudre. Dans la mythologie hindoue, Indra perdit progressivement son statut de maître des dieux pour laisser la place à Vishnou (et donc Rama par extension) et Shiva. Il est remplacé dans FF8 par Quetzalcóatl, serpent à plume des mythologies précolombiennes prenant ici la forme d'un oiseau de foudre.

- Shiva est aussi connue sous le nom de « princesse des glaces », probablement en raison de son élégance et de sa beauté inhumaine. Elle a le pouvoir absolu sur la glace et elle semble provoquer dans Final Fantasy VIII une grande frayeur à Ifrit le démon du feu. Son attaque se nomme « Transcendantale » dans Final Fantasy VIII, IX et X et « Poussière de diamant » dans la plupart des autres Final Fantasy. Ironiquement, son nom n'a aucun rapport avec le dieu hindou éponyme, mais est un jeu de mots avec l'anglais Shiver (« Frisson ») dont la prononciation est la même.

- Ifrit[1]. Avec Bahamut et Shiva, Ifrit est l'invocation qui apparaît le plus souvent dans la saga Final Fantasy. Dans la mythologie arabe, un Éfrit ou afrit est un djinn, un mauvais génie, possédé par le feu. Ainsi, la Chimère Ifrit est l'invocation de feu par excellence. Son attaque se nomme « Feu de l'enfer » dans Final Fantasy VII, et « Divine Comédie » dans Final Fantasy VIII, IX, X, en référence aux livres de Dante Alighieri décrivant les Enfers.

- Le Léviathan qui serait, selon la Bible, l'un des monstres de l'Enfer, souvent représenté comme un serpent marin. Léviathan est donc l'invocation d'élément eau dans la série. Son attaque se nomme « Tsunami » dans la plupart des Final Fantasy  et « Vague » dans le VII. Il est également l'invocation de Makenshi, alias nuage blanc, dans la série Final Fantasy Unlimited.

- Alexandre, parfois appelée par son nom anglais Alexander. Cette invocation apparaît sous différentes formes au cours de la série, généralement sous forme de forteresse mécanique géante, elle fait référence au tsar Alexandre Ier de Russie. Dans la plupart des opus, son attaque se nomme « Jugement dernier », Alexandre étant généralement de type sacré.

- Titan[1]. Dans la mythologie grecque, les Titans étaient les 12 premières divinités sur Terre avant l'arrivée des dieux de l'Olympe. Dans Final Fantasy, l'invocation Titan est un géant extrêmement fort provoquant de lourds dégâts de type Terre à tous les ennemis non volants. Son attaque se nomme généralement « Tremblement de terre ».

- Phénix. Dans la mythologie orientale, le Phénix est un oiseau fabuleux et immortel, renaissant perpétuellement de ses cendres. Dans la saga, il inflige aux adversaires une attaque de feu tout en ressuscitant les membres de l'équipe mis K.O. Son attaque se nomme « Terre Brulée » dans Final Fantasy VIII et Final Fantasy IX.

- Carbuncle (« Ahuri » dans la version française de Final Fantasy VIII) est une créature fabuleuse à l'apparence d'un petit mammifère de couleur vert fluo (ou bleu cyan selon les versions), avec un gros joyau rouge sur le front. D'où son nom : Carbuncle vient du latin carbunculus, pierre rouge foncé évoquant un charbon ardent. Lorsqu’il est invoqué, il dote l'équipe de l'altération d'état bénéfique « boomerang », qui renvoie toute attaque magique sur celui qui l'a lancée. À noter que dans Final Fantasy IX, l'altération d'état dont il dote l'équipe peut être boomerang, carapace + blindage, booster ou invisible, en fonction de l'accessoire dont est équipée Eiko, son invokeur.

## Liste
Les épisodes I, II et X-2 ne possèdent aucune invocation
| Invocations       | III | IV | V | VI | VII | VII-R | VII-R2 | VIII | IX | X | XI | XII | XIII | XIV | XV | XVI |
| ----------------- | --- | -- | - | -- | --- | ----- | ------ | ---- | -- | - | -- | --- | ---- | --- | -- | --- |
| Ifrit             | X   | X  | - | X  | X   | X     | X      | X    | X  | X | X  | -   | X    | X   | X  | X   |
| Shiva             | X   | X  | X | X  | X   | X     | X      | X    | X  | X | X  | -   | X    | X   | X  | X   |
| Bahamut           | X   | X  | X | X  | X   | X     | X      | X    | X  | X | -  | -   | X    | X   | X  | X   |
| Ramuh             | X   | X  | X | X  | X   | -     | X      | -    | X  | - | X  | -   | -    | X   | X  | X   |
| Odin              | X   | X  | X | X  | X   | -     | X      | X    | X  | - | -  | -   | X    | X   | -  | X   |
| Titan             | X   | X  | - | -  | X   | -     | X      | -    | -  | - | X  | -   | -    | X   | X  | X   |
| Leviathan         | X   | X  | - | -  | X   | X     | X      | X    | X  | - | X  | -   | -    | X   | X  | -   |
| Phoenix           | -   | -  | X | X  | X   | -     | X      | X    | X  | - | -  | -   | -    | X   | -  | X   |
| Chocobo           | X   | X  | - | -  | X   | X     | X      | X    | -  | - | -  | -   | -    | X   | -  | -   |
| Alexandre         | -   | -  | - | X  | X   | -     | X      | X    | X  | - | X  | -   | X    | X   | -  | -   |
| Carbuncle / Ahuri | -   | -  | - | X  | -   | X     | -      | X    | X  | - | X  | -   | -    | X   | -  | -   |
| Fenrir            | -   | -  | - | X  | -   | -     | -      | -    | X  | - | X  | -   | -    | X   | -  | -   |
| Garuda            | -   | -  | - | -  | -   | -     | -      | -    | -  | - | X  | -   | -    | X   | -  | X   |
| Catoblépas        | -   | -  | X | X  | -   | -     | -      | -    | -  | - | -  | -   | -    | -   | -  | -   |
| Sirène            | -   | -  | - | X  | -   | -     | -      | -    | -  | - | X  | -   | -    | -   | -  | -   |
| Marthym           | -   | -  | - | X  | -   | -     | -      | -    | X  | - | -  | -   | -    | -   | -  | -   |
| Cait Sith         | -   | -  | - | X  | -   | -     | -      | -    | -  | - | X  | -   | -    | X   | -  | -   |
| Pampa             | -   | -  | - | -  | -   | X     | -      | X    | -  | - | -  | -   | -    | X   | -  | -   |
| Kujata            | -   | -  | - | -  | X   | -     | X      | -    | -  | - | -  | -   | -    | -   | -  | -   |
| Neo Bahamut       | -   | -  | - | -  | X   | -     | X      | -    | -  | - | -  | -   | -    | -   | -  | -   |
| Gilgamesh         | -   | -  | - | -  | -   | -     | X      | X    | -  | - | -  | -   | -    | X   | -  | -   |
| Atomos            | -   | -  | - | -  | -   | -     | -      | -    | X  | - | X  | -   | -    | X   | -  | -   |
| Anima             | -   | -  | - | -  | -   | -     | -      | -    | -  | X | -  | -   | -    | X   | -  | -   |
| Sœurs Magus       | -   | -  | - | -  | -   | -     | -      | -    | -  | X | -  | -   | -    | X   | -  | -   |

| Invocations uniques | Invocations uniques | Invocations uniques | Invocations uniques | Invocations uniques | Invocations uniques | Invocations uniques | Invocations uniques | Invocations uniques | Invocations uniques | Invocations uniques | Invocations uniques | Invocations uniques | Invocations uniques | Invocations uniques | Invocations uniques | Invocations uniques |
| Invocations         | III                 | IV                  | V                   | VI                  | VII                 | VII-R               | VII-R2              | VIII                | IX                  | X                   | XI                  | XII                 | XIII                | XIV                 | XV                  | XVI                 |
| ------------------- | ------------------- | ------------------- | ------------------- | ------------------- | ------------------- | ------------------- | ------------------- | ------------------- | ------------------- | ------------------- | ------------------- | ------------------- | ------------------- | ------------------- | ------------------- | ------------------- |
| Dragon              | -                   | X                   | -                   | -                   | -                   | -                   | -                   | -                   | -                   | -                   | -                   | -                   | -                   | -                   | -                   | -                   |
| Asura               | -                   | X                   | -                   | -                   | -                   | -                   | -                   | -                   | -                   | -                   | -                   | -                   | -                   | -                   | -                   | -                   |
| Gobelin             | -                   | X                   | -                   | -                   | -                   | -                   | -                   | -                   | -                   | -                   | -                   | -                   | -                   | -                   | -                   | -                   |
| Coquatrice          | -                   | X                   | -                   | -                   | -                   | -                   | -                   | -                   | -                   | -                   | -                   | -                   | -                   | -                   | -                   | -                   |
| Psychopolype        | -                   | X                   | -                   | -                   | -                   | -                   | -                   | -                   | -                   | -                   | -                   | -                   | -                   | -                   | -                   | -                   |
| Sylphide            | -                   | X                   | -                   | -                   | -                   | -                   | -                   | -                   | -                   | -                   | -                   | -                   | -                   | -                   | -                   | -                   |
| Bombo               | -                   | X                   | -                   | -                   | -                   | -                   | -                   | -                   | -                   | -                   | -                   | -                   | -                   | -                   | -                   | -                   |
| Syldra              | -                   | -                   | X                   | -                   | -                   | -                   | -                   | -                   | -                   | -                   | -                   | -                   | -                   | -                   | -                   | -                   |
| Kirin               | -                   | -                   | -                   | X                   | -                   | -                   | -                   | -                   | -                   | -                   | -                   | -                   | -                   | -                   | -                   | -                   |
| Licorne             | -                   | -                   | -                   | X                   | -                   | -                   | -                   | -                   | -                   | -                   | -                   | -                   | -                   | -                   | -                   | -                   |
| Phantasma           | -                   | -                   | -                   | X                   | -                   | -                   | -                   | -                   | -                   | -                   | -                   | -                   | -                   | -                   | -                   | -                   |
| Bismarck            | -                   | -                   | -                   | X                   | -                   | -                   | -                   | -                   | -                   | -                   | -                   | -                   | -                   | -                   | -                   | -                   |
| Golem               | -                   | -                   | -                   | X                   | -                   | -                   | -                   | -                   | -                   | -                   | -                   | -                   | -                   | -                   | -                   | -                   |
| Zona Seeker         | -                   | -                   | -                   | X                   | -                   | -                   | -                   | -                   | -                   | -                   | -                   | -                   | -                   | -                   | -                   | -                   |
| Séraphin            | -                   | -                   | -                   | X                   | -                   | -                   | -                   | -                   | -                   | -                   | -                   | -                   | -                   | -                   | -                   | -                   |
| Quetzalli           | -                   | -                   | -                   | X                   | -                   | -                   | -                   | -                   | -                   | -                   | -                   | -                   | -                   | -                   | -                   | -                   |
| Valigarmanda        | -                   | -                   | -                   | X                   | -                   | -                   | -                   | -                   | -                   | -                   | -                   | -                   | -                   | -                   | -                   | -                   |
| Jörmungand          | -                   | -                   | -                   | X                   | -                   | -                   | -                   | -                   | -                   | -                   | -                   | -                   | -                   | -                   | -                   | -                   |
| Lakshmi             | -                   | -                   | -                   | X                   | -                   | -                   | -                   | -                   | -                   | -                   | -                   | -                   | -                   | -                   | -                   | -                   |
| Ragnarok            | -                   | -                   | -                   | X                   | -                   | -                   | -                   | -                   | -                   | -                   | -                   | -                   | -                   | -                   | -                   | -                   |
| Calamités           | -                   | -                   | -                   | X                   | -                   | -                   | -                   | -                   | -                   | -                   | -                   | -                   | -                   | -                   | -                   | -                   |
| Raiden              | -                   | -                   | -                   | X                   | -                   | -                   | -                   | -                   | -                   | -                   | -                   | -                   | -                   | -                   | -                   | -                   |
| Typhoon             | -                   | -                   | -                   | -                   | X                   | -                   | -                   | -                   | -                   | -                   | -                   | -                   | -                   | -                   | -                   | -                   |
| Bahamut Zero        | -                   | -                   | -                   | -                   | X                   | -                   | -                   | -                   | -                   | -                   | -                   | -                   | -                   | -                   | -                   | -                   |
| Hadès               | -                   | -                   | -                   | -                   | X                   | -                   | -                   | -                   | -                   | -                   | -                   | -                   | -                   | -                   | -                   | -                   |
| Table Ronde         | -                   | -                   | -                   | -                   | X                   | -                   | -                   | -                   | -                   | -                   | -                   | -                   | -                   | -                   | -                   | -                   |
| Gros Chocobo        | -                   | -                   | -                   | -                   | -                   | X                   | -                   | -                   | -                   | -                   | -                   | -                   | -                   | -                   | -                   | -                   |
| Trio Mog            | -                   | -                   | -                   | -                   | -                   | -                   | X                   | -                   | -                   | -                   | -                   | -                   | -                   | -                   | -                   | -                   |
| Golgotha            | -                   | -                   | -                   | -                   | -                   | -                   | -                   | X                   | -                   | -                   | -                   | -                   | -                   | -                   | -                   | -                   |
| Ondine              | -                   | -                   | -                   | -                   | -                   | -                   | -                   | X                   | -                   | -                   | -                   | -                   | -                   | -                   | -                   | -                   |
| Taurus              | -                   | -                   | -                   | -                   | -                   | -                   | -                   | X                   | -                   | -                   | -                   | -                   | -                   | -                   | -                   | -                   |
| Nosferatu           | -                   | -                   | -                   | -                   | -                   | -                   | -                   | X                   | -                   | -                   | -                   | -                   | -                   | -                   | -                   | -                   |
| Zéphyr              | -                   | -                   | -                   | -                   | -                   | -                   | -                   | X                   | -                   | -                   | -                   | -                   | -                   | -                   | -                   | -                   |
| Cerberus            | -                   | -                   | -                   | -                   | -                   | -                   | -                   | X                   | -                   | -                   | -                   | -                   | -                   | -                   | -                   | -                   |
| Zéphyr              | -                   | -                   | -                   | -                   | -                   | -                   | -                   | X                   | -                   | -                   | -                   | -                   | -                   | -                   | -                   | -                   |
| Helltrain           | -                   | -                   | -                   | -                   | -                   | -                   | -                   | X                   | -                   | -                   | -                   | -                   | -                   | -                   | -                   | -                   |
| Orbital             | -                   | -                   | -                   | -                   | -                   | -                   | -                   | X                   | -                   | -                   | -                   | -                   | -                   | -                   | -                   | -                   |
| Moomba              | -                   | -                   | -                   | -                   | -                   | -                   | -                   | X                   | -                   | -                   | -                   | -                   | -                   | -                   | -                   | -                   |
| Minimog             | -                   | -                   | -                   | -                   | -                   | -                   | -                   | X                   | -                   | -                   | -                   | -                   | -                   | -                   | -                   | -                   |
| Cronos              | -                   | -                   | -                   | -                   | -                   | -                   | -                   | X                   | -                   | -                   | -                   | -                   | -                   | -                   | -                   | -                   |
| Tomberry            | -                   | -                   | -                   | -                   | -                   | -                   | -                   | X                   | -                   | -                   | -                   | -                   | -                   | -                   | -                   | -                   |
| Arkh                | -                   | -                   | -                   | -                   | -                   | -                   | -                   | -                   | X                   | -                   | -                   | -                   | -                   | -                   | -                   | -                   |
| Valefore            | -                   | -                   | -                   | -                   | -                   | -                   | -                   | -                   | -                   | X                   | -                   | -                   | -                   | -                   | -                   | -                   |
| Yojimbo             | -                   | -                   | -                   | -                   | -                   | -                   | -                   | -                   | -                   | X                   | -                   | -                   | -                   | -                   | -                   | -                   |
| Ixion               | -                   | -                   | -                   | -                   | -                   | -                   | -                   | -                   | -                   | X                   | -                   | -                   | -                   | -                   | -                   | -                   |
| Diabolos            | -                   | -                   | -                   | -                   | -                   | -                   | -                   | -                   | -                   | -                   | X                   | -                   | -                   | -                   | -                   | -                   |
| Chaos               | -                   | -                   | -                   | -                   | -                   | -                   | -                   | -                   | -                   | -                   | -                   | X                   | -                   | -                   | -                   | -                   |
| Cúchulainn          | -                   | -                   | -                   | -                   | -                   | -                   | -                   | -                   | -                   | -                   | -                   | X                   | -                   | -                   | -                   | -                   |
| Famfrit             | -                   | -                   | -                   | -                   | -                   | -                   | -                   | -                   | -                   | -                   | -                   | X                   | -                   | -                   | -                   | -                   |
| Belias              | -                   | -                   | -                   | -                   | -                   | -                   | -                   | -                   | -                   | -                   | -                   | X                   | -                   | -                   | -                   | -                   |
| Ultima              | -                   | -                   | -                   | -                   | -                   | -                   | -                   | -                   | -                   | -                   | -                   | X                   | -                   | -                   | -                   | -                   |
| Exodus              | -                   | -                   | -                   | -                   | -                   | -                   | -                   | -                   | -                   | -                   | -                   | X                   | -                   | -                   | -                   | -                   |
| Mateus              | -                   | -                   | -                   | -                   | -                   | -                   | -                   | -                   | -                   | -                   | -                   | X                   | -                   | -                   | -                   | -                   |
| Shemhazai           | -                   | -                   | -                   | -                   | -                   | -                   | -                   | -                   | -                   | -                   | -                   | X                   | -                   | -                   | -                   | -                   |
| Hashmal             | -                   | -                   | -                   | -                   | -                   | -                   | -                   | -                   | -                   | -                   | -                   | X                   | -                   | -                   | -                   | -                   |
| Adrammelech         | -                   | -                   | -                   | -                   | -                   | -                   | -                   | -                   | -                   | -                   | -                   | X                   | -                   | -                   | -                   | -                   |
| Zaléra              | -                   | -                   | -                   | -                   | -                   | -                   | -                   | -                   | -                   | -                   | -                   | X                   | -                   | -                   | -                   | -                   |
| Zeromus             | -                   | -                   | -                   | -                   | -                   | -                   | -                   | -                   | -                   | -                   | -                   | X                   | -                   | -                   | -                   | -                   |
| Zodiarche           | -                   | -                   | -                   | -                   | -                   | -                   | -                   | -                   | -                   | -                   | -                   | X                   | -                   | -                   | -                   | -                   |
| Hecatoncheir        | -                   | -                   | -                   | -                   | -                   | -                   | -                   | -                   | -                   | -                   | -                   | -                   | X                   | -                   | -                   | -                   |
| Brynhildr           | -                   | -                   | -                   | -                   | -                   | -                   | -                   | -                   | -                   | -                   | -                   | -                   | X                   | -                   | -                   | -                   |
| Enkidur             | -                   | -                   | -                   | -                   | -                   | -                   | -                   | -                   | -                   | -                   | -                   | -                   | -                   | X                   | -                   | -                   |
| King Mog XII        | -                   | -                   | -                   | -                   | -                   | -                   | -                   | -                   | -                   | -                   | -                   | -                   | -                   | X                   | -                   | -                   |